# Městská autobusová doprava v Libereckém kraji
Přehled provozů městské autobusové dopravy na území Libereckého kraje.

## Okres Liberec

### Liberec
Městskou autobusovou síť tvoří asi 35 linek, z toho 10 školních. Běžné linky jsou číslovány v rozmezí 12 až 37 (jednociferná čísla patří tramvajím, číslo 11 meziměstské tramvajové lince), školní linky (spoje) mají čísla v rozmezí 50 až 60, výlukové linky v řadě od 40. Licenční čísla linek jsou z řady 545012 až 545060, pod obdobnými, „pseudolicenčními“ čísly jsou někdy uváděny i tramvajové linky, zejména meziměstská linka 11. Bezplatná linka z Fügnerovy ke Globusu má číslo 600 (545600). Provozovatelem je Dopravní podnik měst Liberce a Jablonce nad Nisou a. s. (do října 2010 pod názvem Dopravní podnik města Liberce a. s.). Do roku 2008 se asi z 20 % na provozu jako subdodavatel podílela divize MHD společnosti ČSAD Liberec a. s. První městská autobusová linka byla zavedena v roce 1927.
Městské linky jezdí i do obcí Kryštofovo Údolí, Stráž nad Nisou a Šimonovice, linka 15 na severovýchod do jablonecké části Lukášov, kde se prolíná s jabloneckou linkou 4.
Viz též Tramvajová doprava v Liberci.

## Okres Jablonec nad Nisou

### Jablonec nad Nisou
Viz též Tramvajová doprava v Jablonci nad Nisou.
Městská doprava byla zahájena 15. dubna 1930, provozovatel procházel různými proměnami, od roku 1992 jím byl ČSAD Jablonec nad Nisou a. s., od roku 2010 Dopravní podnik města Liberce a. s., ten se později přejmenoval na Dopravní podnik měst Liberce a Jablonce nad Nisou a. s.
V Jablonci nad Nisou jezdí asi 17 linek v číselném rozmezí 1 až 19, skibus s číslem 21, školní spoje na linkách 31 až 33 a noční linka N1. Licenční čísla jsou v rozmezí 535001 až 535034, linka N1 má číslo 535090. Linky obsluhují i sousední města Rychnov u Jablonce nad Nisou, Lučany nad Nisou, Pulečný, Janov nad Nisou a Bedřichov. Do jablonecké části Lukášov jezdí z Liberce linka liberecké MHD č. 15 Dopravního podniku měst Liberce a Jablonce nad Nisou. Do obvodu jablonecké MHD zajíždí liberecká tramvajová linka č. 11. Pro MHD je vyčleněno asi 40 autobusů.

### Tanvald
Městská jednosměrně polookružní linka 530070 byla zavedena na začátku léta 2007. Jeden časný ranní spoj zajíždí do města Desná. V pracovní dny má linka nepravidelný přibližně hodinový interval, v sobotu nejezdí, v neděli jedou čtyři odpolední spoje. Oficiálně nemá linka status městské dopravy. Provozovatelem je ČSAD Jablonec nad Nisou a. s. a zajišťuje ji z tanvaldské provozovny. Na lince jezdí standardní autobus Karosa.
Okružní linka ČSAD 45070 po Tanvaldě byla obsažena již například v jízdním řádu 1991/1992; ani tehdy neměla status MHD.

## Okres Semily

### Semily
Semily jako zdaleka nejmenší okresní město v republice nemají vlastní městskou hromadnou dopravu. Nejblíže k charakteru městské dopravy má linka 670042 dopravce ČSAD Semily a. s., která se pohybuje jen po území města Semily a obce Benešov u Semil. Jede na ní jen několik spojů denně.
V roce 1991/1992 zajišťovalo dopravu v obvodu města také několik linek, které neměly status MHD (56420 Semily III., Kolora - žel. st. - aut. st. - nemocnice, 56421 Semily III., Kolora - žel. st. - nám. - krematorium, 56440 Semily aut. st. - Semily, Spálov).

### Turnov
Linky 675001 (linka č. 1), 675002 (linka č. 2) mají status městské dopravy, provozuje je bus line a. s. Linka č. 1 je obousměrná okružní z autobusového nádraží přes turnovské části Pelešany a Mašov, celkem na ní jede 5 spojů v pracovní den. Linka č. 2 je jednosměrná polookružní z obce Ohrazenice k obchodnímu centru Plus a pak okruhem přes zastávku Nemocnice. Jezdí s hodinovým intervalem v pracovní dny celodenně, v sobotu dopoledne a v neděli odpoledne.
K obsluze města dále slouží linky 670100 (poměrně frekventovaná linka Turnov – Ohrazenice a okolní obce), 670104 (zrušena), 670107 (Turnov – Přepeře, pouze dva ranní spoje) a 670111 (přes obec Ohrazenice a turnovské místní části Daliměřice, Hrubý Rohozec, Malý Rohozec, Vesecko, Dolánky a Bukovina) dopravce ČSAD Semily a. s. Tarif MHD však na těchto ani dalších linkách neplatí.
Městská autobusová doprava je doložena už od 30. let 20. století. Linku od nádraží na náměstí (s možností zastavení kdekoliv po cestě na znamení) provozovala Tomsova autobusová doprava v Turnově, v roce 1930/1931 ve frekvenci 13 spojů denně každým směrem s návazností na vlaky.
V roce 1991/1992 zdejší linky k obsluze města (57000 žel. st. - nemocnice, 57040 Turnov, nemocnice - Ohrazenice - Turnov, nemocnice,
57070 aut. nádr. - Alej legií - nám. - aut. nádr., několik spojů) neměly status MHD.

### Harrachov

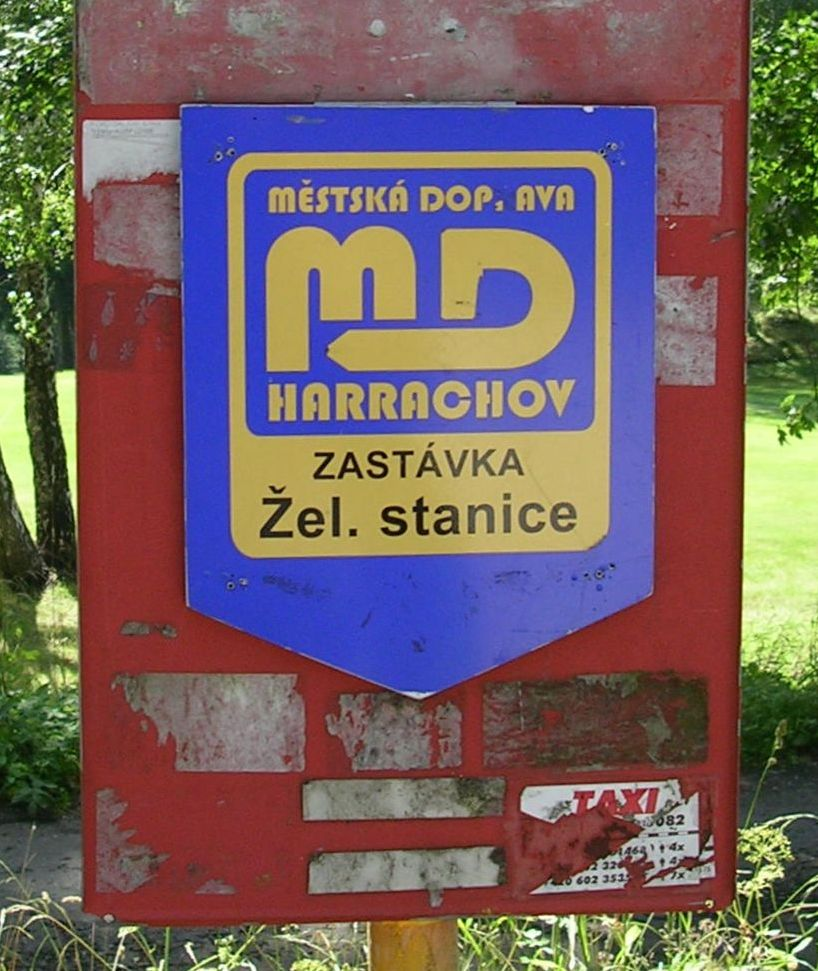
Označení městské dopravy v Harrachově na sloupku u nádraží Harrachov na Mýtinách

Městská doprava na lince mezi nádražím a městem je sezonní. Letní varianta linky jezdí od června do září (o prázdninách s více spoji než v červnu a v září) pod číslem 670080 od Sport hotelu k nádraží s šesti mezilehlými zastávkami. Některé spoje pokračují až k nádraží Kořenov. Zimní varianta linky s číslem 670079 je označena jako skibus, její trasa je o zastávku delší (začíná i FIT-FUNu) a jezdí v zimní sezoně (zhruba od prosince do března). Na lince jezdí převážně midibus Mercedes Vario s držákem na kola nebo boxem na přepravu lyží. Zastávky jsou označeny zkratkou MD s textem „městská doprava Harrachov“.
Linka byla zavedena někdy kolem poloviny 90. let (na počátku léta 2001 místní noviny psaly, že bude linka v provozu „tak jako v minulých letních dobách“). Případnou ztrátu z provozu hradilo město.
V roce 1991/1992 existovala linka 56900 Harrachov, aut. nádr. - Harrachov, státní hranice, na níž byly vedeny dva páry spojů.
V rámci projektu Regiotram Nisa se uvažovalo o tom, že vlakotramvajová linka by přijela po železniční trati do Harrachova a pokračovala městem jako tramvaj. Stát odmítl projekt finančně podpořit.

### Rokytnice nad JizerouaJablonec nad Jizerou
Skibusová linka 670078 dopravce ČSAD Semily, a.s. jezdila výhradně po území Rokytnice, od Horních Domků na náměstí, v odpoledním provozu každý druhý spoj až k hostinci. Linka jezdila jen v zimě, celodenně s půlhodinovým intervalem s výjimkou polední přestávky. Na lince byla bezplatná přeprava a linka byla určena výhradně pro lyžaře.
Jinak dopravu zajišťovalo několik regionálních linek ČSAD Semily, a.s. Na lince 670083 z Rokytnice do Jablonec byla naopak přeprava cestujících v lyžařských botech vyloučena. Na území Rokytnice a Jablonce n. J. byla omezena ještě například linka 670082, zahrnující jen několik málo spojů.

## Okres Česká Lípa

### Česká Lípa
Městskou hromadnou dopravu zajišťují výhradně autobusy. V roce 2004 město schválilo optimalizaci MHD, kterou z nejasných důvodů neumožnilo dopravci uskutečnit. K optimalizaci na základě další studie došlo až v průběhu roku 2008, přičemž přelomovým datem byla reforma linkového vedení a číslování linek od 1. března 2008; zaveden byl taktový provoz a proklady na páteřních trasách. Počet linek se z 8 v roce 2004 ustálil na 15 v září 2008. Od března 2008 jsou linky označeny čísly v rozmezí 201 až 235 (licenční čísla 505201 až 505235), což byla příprava na začlenění MHD do Integrované dopravy Libereckého kraje (IDOL) provedená od 1. července 2009.
Do roku 1993 zajišťoval MHD ústecký krajský podnik ČSAD, v letech 1993–2008 soukromá firma VETT (s měsíční přestávkou v roce 2007). Od únoru 2008 převzal dopravu ČSAD Semily, a.s., přičemž až od začátku dubna 2008 byly její linky legalizovány řádnými licencemi. Spor města s firmou VETT a. s. byl provázen několika soudními žalobami a trestními oznámeními.

### Mimoň

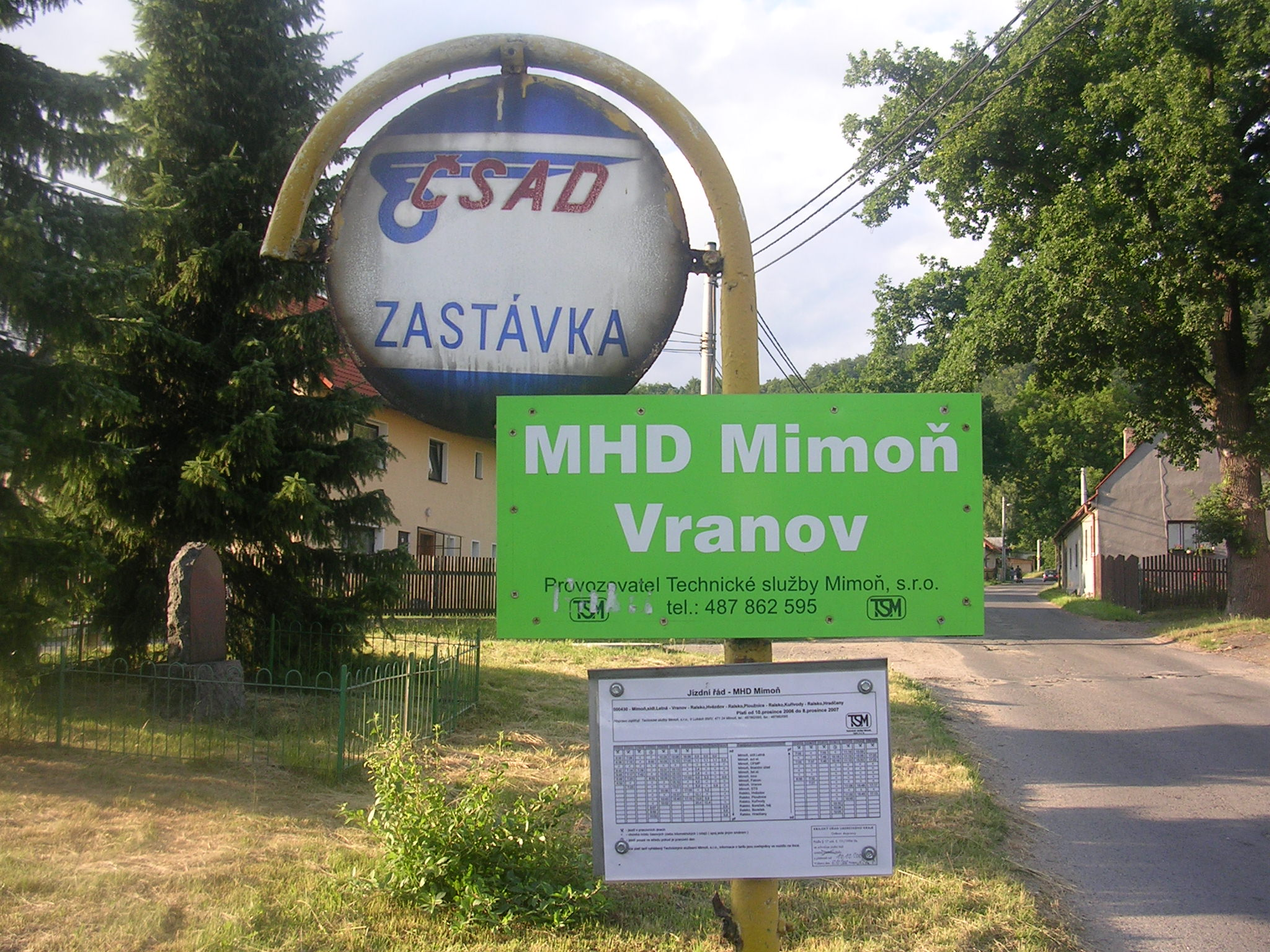
Zastávka MHD Mimoň ve Vranově

Takzvaná městská autobusová doprava byla zavedena v roce 1998 a provozovaly ji Technické služby Mimoň s. r. o. Tuto firmu v roce 2006 vlastnilo z 82 % město Mimoň, ze 17 % obec Ralsko a 0,38 % fyzické osoby. Od 27. prosince 2006 firmu vlastní společnost Salamanca s. r. o. se sídlem v Praze, vlastněná dvěma společnostmi z Lucemburska. 24. září 2008 Technické služby Mimoň s. r. o. zanikly fúzí se společností COMPAG SEVER s. r. o. (původně Technické služby Nový Bor s. r. o.), jejímž vlastníkem v té době je COMPAG Rohstoffaufbereitung GmbH z Rakouska. COMPAG SEVER s. r. o. je uváděn jako dopravce na lince.
Linka městské dopravy má číslo 500430. Obsluhuje i sousední město Ralsko. Ačkoliv je označena jako MHD, formálně městskou dopravou není (její jízdní řád schvaluje krajský úřad). Jezdí jen v pracovní dny. Každý spoj jede v jiné variantě trasy.
Je provozována minibusem Renault Master R80K 2.5 D s kapacitou 15 cestujících, která bývá pravidelně překračována. V případě poruchy zaskakuje autobus Iveco Cacciamali pro 29 osob, jehož vlastníkem je mimoňský dopravce Petr Holec.
Kolem roku 2008 přispíval Liberecký kraj na provoz linky částkou 400 000 Kč ročně. Mimoňské zastupitelstvo v březnu 2008 odložilo návrh, aby na provoz přispělo částkou 130 000 Kč.

### Nový Bor
Místní autobusové linky 1 a 2 (500250 a 500260) provozuje ČSAD Česká Lípa a.s. Linky sice nejsou nikde výslovně označeny jako místní nebo městská doprava a šestimístná čísla odpovídají běžným linkám, ale používá se zjednodušené označení linek čísly 1 a 2. Jednotlivé spoje linek jezdí v různých variantách trasy. Linka číslo 1 je obousměrná polookružní s výchozí a konečnou zastávkou v obci Okrouhlá. Projíždí též přes sousední obce Radvanec, Sloup v Čechách a Chotovice. Linka 2 jezdí ze stanice Kpt. Jaroše do obce Polevsko. MHD je v provozu pouze v pracovní dny.
Původně tyto linky provozovala novoborská dopravní provozovna českolipského závodu 402 krajského státního podniku ČSAD Ústí nad Labem jako linky č. 42250 a 42260 (už tehdy byly v nadpise označovány i jako linky č. 1 a 2), později ČSAD BUS Ústí nad Labem a. s. V souvislosti s novým krajským členěním se českolipský závod v roce 2004 odštěpil jako ČSAD Česká Lípa a.s.